# Citodon

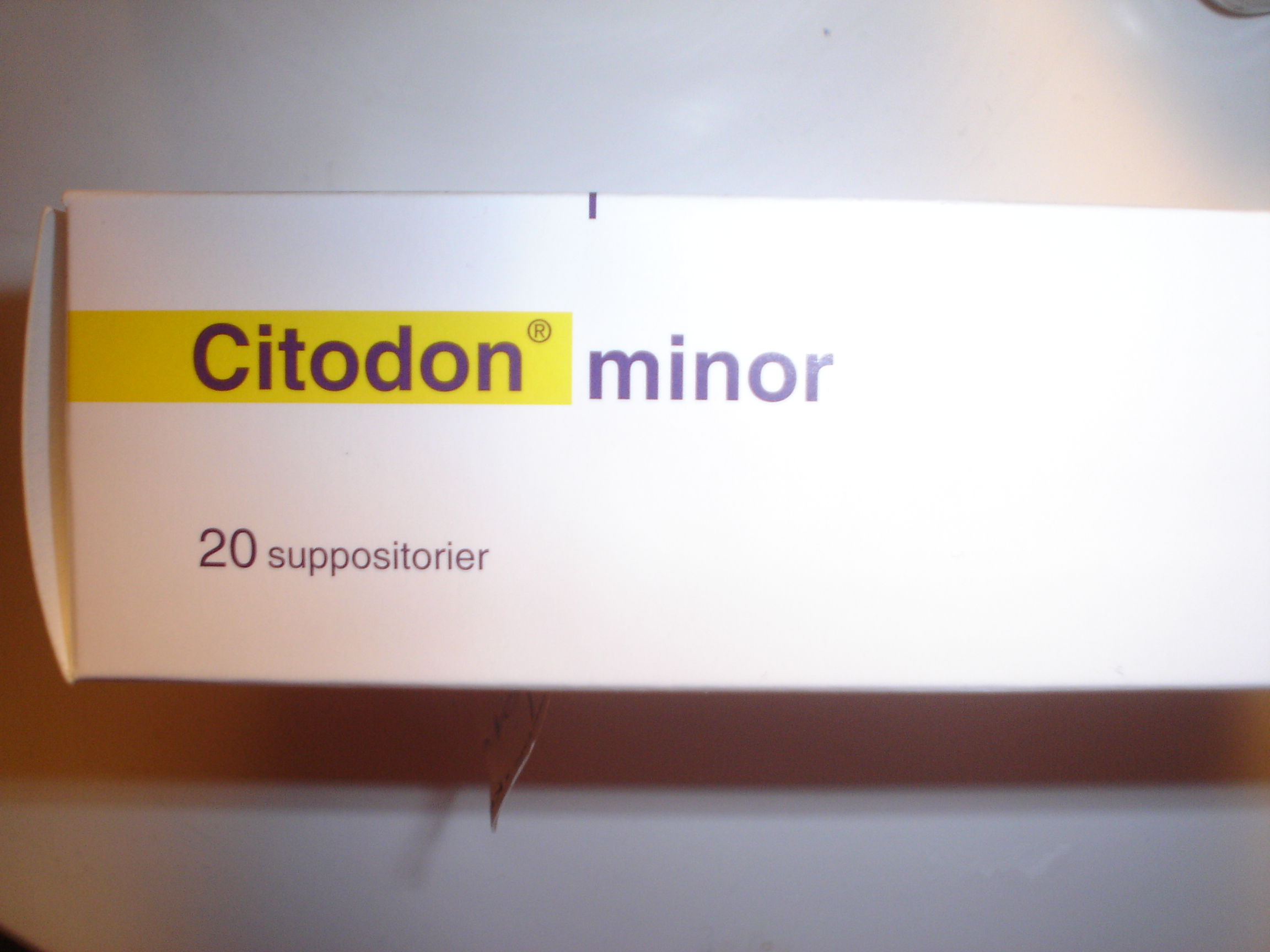
Citodon minor.

Citodon är ett analgetikum (smärtstillande medel), som används mot måttlig till svår smärta av olika slag, till exempel vid diskbråck, endometrios, postoperativ smärta, efter benbrott med mera. Det är ett kombinationsläkemedel där de aktiva substanserna är kodein (kodeinfosfathemihydrat, 15–60 mg/tablett; ett morfinderivat vilket kan göra Citodon är beroendeframkallande) och paracetamol (350–1 000 mg/tablett). Kodein metaboliseras i kroppen till morfin. Analgetisk (smärtstillande) effekt uppnås efter en halv till en timme. Samtidigt bruk av alkohol bör undvikas. Läkemedlet är narkotikaklassat enligt svensk lag och speciell receptblankett krävs. Före 2006 var förpackningarna försedda med en så kallad varningstriangel.
En äldre version av Citodon, avregistrerad i oktober 1970, innehöll hexobarbital.

## Effekt
Citodon kan fungera olika bra på olika människor. På de flesta patienter har Citodon förutsedd effekt men cirka 11 procent av befolkningen saknar det enzym som är nödvändigt för att kodein ska kunna metaboliseras till morfin, och på dessa har medicinen liten effekt. Så kallade ultrasnabba metaboliserare som erhåller dubbla eller flera uppsättningar av enzymet är mycket ovanliga, men förekommer. På dessa patienter har Citodon en kraftigare effekt än normalt, och patienterna kan då erhålla en lägre dos av läkemedlet än normalt men ändå få samma grad av smärtlindring.
Det finns flera varianter av Citodon: "Citodon minor" (350 mg paracetamol och 15 mg kodein) som är avsedd för att användas av barn och ungdomar, samt "Citodon" (500 mg respektive 30 mg) och "Citodon Forte" (1g respektive 60 mg), och då för personer över 18 år.